# 암흑을 뚫고
"암흑을 뚫고"는 1960년 공개된 대한민국의 영화이다.

## 배역
- 최무룡
- 도금봉
- 장동휘